# Eleccions parlamentàries poloneses de 1969
Les Eleccions parlamentàries poloneses de 1969 es van celebrar a la República Popular de Polònia per a renovar el Sejm l'1 de juny de 1969, amb el Partit Comunista i els partits satèl·lits en un sistema de candidatures úniques per circumscripció, cosa que facilitava que sempre sortissin elegits el mateix nombre d'escons per als diferents partits. La participació fou del 97,60%.
El secretari del partit Władysław Gomułka, que havia votat a favor de la intervenció militar de les tropes del Pacte de Varsòvia a Txecoslovàquia el 1968, va mantenir com a primer ministre de Polònia el continuista Józef Cyrankiewicz. Les seves impopulars mesures econòmiques provocaran les protestes poloneses de 1970.

## Resultats
|                                 |                                 |                                 |                                 |            |        |           |     |
| Partit                          | Partit                          | Partit                          | Partit                          | Vots       | %      | Escons    | +/- |
|                                 | FJN                             |                                 | Partit Obrer Unificat Polonès   | 20,473,114 | 99.22  | 255 / 460 | =   |
|                                 | FJN                             | Partit Popular Unit             | 117 / 460                       | 20,473,114 | 99.22  | =         |     |
|                                 | FJN                             | Partit Demòcrata                | 39 / 460                        | 20,473,114 | 99.22  | =         |     |
|                                 | FJN                             | Independents                    | 49 / 460                        | 20,473,114 | 99.22  | =         |     |
| Vots vàlids                     | Vots vàlids                     | Vots vàlids                     | Vots vàlids                     | 20,634,683 | 99.96  | –         |     |
| Vots invàlids                   | Vots invàlids                   | Vots invàlids                   | Vots invàlids                   | 7,766      | 0.04   | –         |     |
| Total                           | Total                           | Total                           | Total                           | 20,642,449 | 100.00 | 460       |     |
| Votants registrats/participació | Votants registrats/participació | Votants registrats/participació | Votants registrats/participació | 21,148,879 | 97.61  | –         |     |
| Font: Nohlen & Stöver           |                                 |                                 |                                 |            |        |           |     |